# Mademoiselle Etchiko
Mademoiselle Etchiko è un cortometraggio del 1913 diretto da André Hugon.
Film debutto dell'attrice Denise Grey all'età di 17 anni.